# Championnat de Roumanie masculin de basket-ball
Le Championnat de Roumanie masculin de basket-ball, officiellement nommé Liga Națională de Baschet Masculin (LNBM), anciennement Divizia A, et souvent appelé simplement Liga Națională, représente le plus haut niveau des compétitions de clubs masculins dans le pays.
Le championnat regroupe les 16 meilleures équipes roumaines. Chaque équipe s'affronte en matchs aller-retour, les huit premières équipes étant qualifiées pour les play-offs. Les quarts de finale et les demi-finales se jouent au meilleur des cinq matchs et la finale se joue au meilleur des sept matchs. Au terme des play-downs, un club est relégués en Liga I (ro).

## Historique
Le championnat roumain est fondé en 1950 durant la période communiste. Le championnat est surtout concentré sur Bucarest : le Dinamo Bucarest remporte 22 titres, et le Steaua Bucarest remporte 21 titres.
Depuis 2004, le CSU Asesoft Ploiești a émergé, remportant onze titres en douze ans.

## Palmarès
- 1950-1951 : Metalul Bucarest
- 1951-1952 : Metalul Bucarest
- 1952-1953 : Dinamo Bucarest
- 1953-1954 : Dinamo Bucarest
- 1954-1955 : Dinamo Bucarest
- 1955-1956 : Steaua Bucarest
- 1956-1957 : Dinamo Bucarest
- 1957-1958 : Steaua Bucarest
- 1958-1959 : Steaua Bucarest
- 1959-1960 : Steaua Bucarest
- 1960-1961 : Steaua Bucarest
- 1961-1962 : Steaua Bucarest
- 1962-1963 : Steaua Bucarest
- 1963-1964 : Steaua Bucarest
- 1964-1965 : Dinamo Bucarest
- 1965-1966 : Steaua Bucarest
- 1966-1967 : Steaua Bucarest
- 1967-1968 : Dinamo Bucarest
- 1968-1969 : Dinamo Bucarest
- 1969-1970 : Dinamo Bucarest
- 1970-1971 : Dinamo Bucarest
- 1971-1972 : Dinamo Bucarest
- 1972-1973 : Dinamo Bucarest
- 1973-1974 : Dinamo Bucarest
- 1974-1975 : Dinamo Bucarest
- 1975-1976 : Dinamo Bucarest
- 1976-1977 : Dinamo Bucarest
- 1977-1978 : Dinamo Bucarest
- 1978-1979 : Dinamo Bucarest
- 1979-1980 : Steaua Bucarest
- 1980-1981 : Steaua Bucarest
- 1981-1982 : Steaua Bucarest
- 1982-1983 : Dinamo Bucarest
- 1983-1984 : Steaua Bucarest
- 1984-1985 : Steaua Bucarest
- 1985-1986 : Steaua Bucarest
- 1986-1987 : Steaua Bucarest
- 1987-1988 : Dinamo Bucarest
- 1988-1989 : Steaua Bucarest
- 1989-1990 : Steaua Bucarest
- 1990-1991 : Steaua Bucarest
- 1991-1992 : Universitatea Cluj-Napoca
- 1992-1993 : Universitatea Cluj-Napoca
- 1993-1994 : Dinamo Bucarest
- 1994-1995 : CSU Sibiu (en)
- 1995-1996 : Universitatea Cluj-Napoca
- 1996-1997 : Dinamo Bucarest
- 1997-1998 : Dinamo Bucarest
- 1998-1999 : CSU Sibiu (en)
- 1999-2000 : Argeș Pitești (ro)
- 2000-2001 : Petrom Arad (ro)
- 2001-2002 : Petrom Arad
- 2002-2003 : Dinamo Bucarest
- 2003-2004 : CSU Asesoft Ploieşti
- 2004-2005 : CSU Asesoft Ploieşti
- 2005-2006 : CSU Asesoft Ploieşti
- 2006-2007 : CSU Asesoft Ploieşti
- 2007-2008 : CSU Asesoft Ploieşti
- 2008-2009 : CSU Asesoft Ploieşti
- 2009-2010 : CSU Asesoft Ploieşti
- 2010-2011 : Universitatea Cluj-Napoca
- 2011-2012 : Asesoft Ploieşti
- 2012-2013 : CSU Asesoft Ploieşti
- 2013-2014 : CSU Asesoft Ploieşti
- 2014-2015 : CSU Asesoft Ploieşti
- 2015-2016 : CSM Oradea
- 2016-2017 : Universitatea Cluj-Napoca
- 2017-2018 : CSM Oradea
- 2018-2019 : CSM Oradea
- 2019-2020 : Non attribué pour cause de pandémie de Covid-19
- 2020-2021 : Universitatea Cluj-Napoca
- 2021-2022 : U-BT Cluj-Napoca
- 2022-2023 : U-BT Cluj-Napoca
- 2023-2024 : U-BT Cluj-Napoca
- 2024-2025 : U-BT Cluj-Napoca

## Bilan par club
| Club                       | Titres | Ville       | Année |
| -------------------------- | ------ | ----------- | --- |
| Dinamo Bucarest            | 22     | Bucarest    | 1953, 1954, 1955, 1957, 1965, 1968, 1969, 1970, 1971, 1972, 1973, 1974, 1975, 1976, 1977, 1979, 1983, 1988, 1994, 1997, 1998, 2003 |
| Steaua Bucarest            | 21     | Bucarest    | 1956, 1958, 1959, 1960, 1961, 1962, 1963, 1964, 1966, 1967, 1978, 1980, 1981, 1982, 1984, 1985, 1986, 1987, 1989, 1990, 1991       |
| CSU Asesoft Ploiești       | 11     | Ploieşti    | 2004, 2005, 2006, 2007, 2008, 2009, 2010, 2012, 2013, 2014, 2015                                                                   |
| CS U Mobitelco Cluj        | 10     | Cluj-Napoca | 1992, 1993, 1996, 2011, 2017, 2021, 2022, 2023, 2024, 2025                                                                         |
| CSM Oradea                 | 3      | Oradea      | 2016, 2018, 2019 |
| Basket Sibiu               | 2      | Sibiu       | 1995, 1999 |
| Basket Arad                | 2      | Arad        | 2001, 2002 |
| Metalul 23 August Bucarest | 2      | Bucarest    | 1951, 1952 |
| Basket Pitesti             | 1      | Piteşti     | 2000 |